# Albert Jan Kluyver

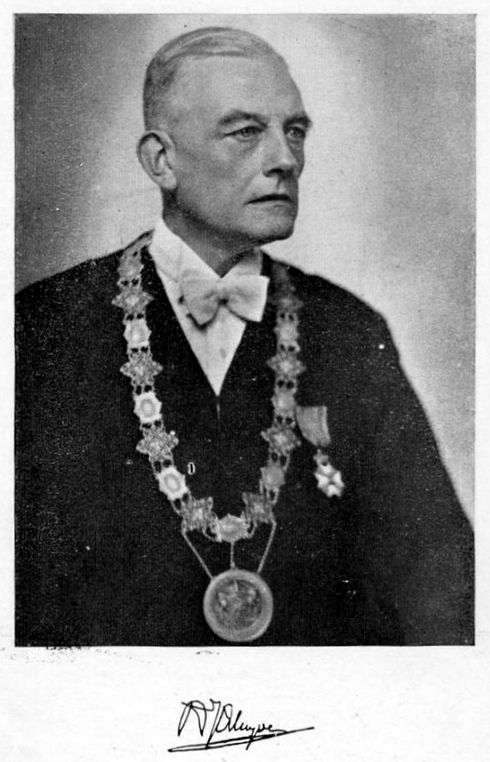
Prof. Dr. Ir. A. J. Kluyver, 1949

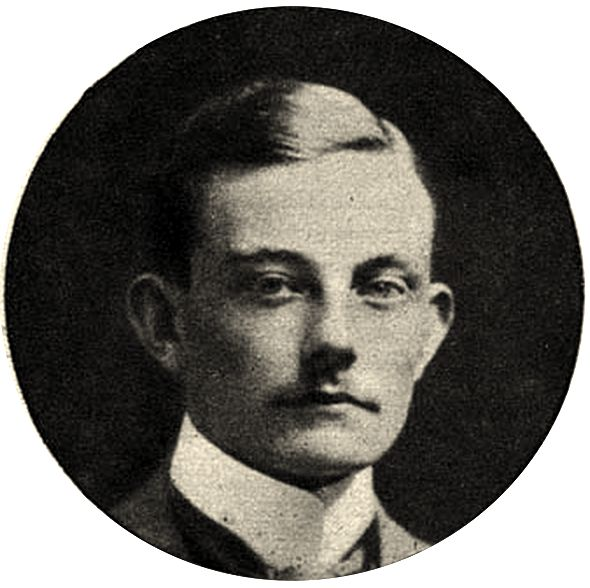
A.J. Kluyver, 1921

Albert Jan Kluyver (* 3. Juni 1888 in Breda; † 14. Mai 1956) war ein niederländischer Mikrobiologe und Biochemiker.
Kluyver war von 1922 bis 1956 Professor für Allgemeine und Angewandte Mikrobiologie an der Technischen Hochschule Delft. Er gehörte zur Delfter Schule der Mikrobiologie.
1952 erhielt er die Leeuwenhoek-Medaille der Royal Society, 1953 wurde er mit der Copley-Medaille ausgezeichnet.
Seit 1926 war er Mitglied der Königlich Niederländischen Akademie der Wissenschaften. 1950 wurde Kluyver in die National Academy of Sciences, 1952 in die Royal Society und 1953 in die American Academy of Arts and Sciences gewählt.
Der Kluyver-Effekt sowie das Bakterium Clostridium kluyveri wurde nach ihm benannt.

## Werke
- A[lbert] J[an] Kluyver: Chemical Activities of Micro-Organisms. University of London Press, London 1931.
- A[lbert] J[an] Kluyver und C[ornelis] B[ernardus] van Niel: The Microbe's Contribution to Biology. Harvard University Press, Cambridge, Mass. 1956.